# Billal Bennama
Billal Bennama (født 1998) er en fransk bokser.
Han repræsenterede Frankrig ved sommer-OL 2020 i Tokyo, hvor han blev elimineret i ottendedelsfinalen.
Ved sommer-OL 2024 i Paris vandt han sølv.